# Calamagrostis violacea
Calamagrostis violacea là một loài thực vật có hoa trong họ Hòa thảo. Loài này được (Wedd.) Hack. mô tả khoa học đầu tiên năm 1910.